# Feyenoord Fetteh
Feyenoord Fetteh was een Ghanese voetbalvereniging uit Gomoa Fetteh die werd opgericht op 23 oktober 1999. De club was de Afrikaanse tak van de Rotterdamse eredivisieclub Feyenoord. De club was aangesloten bij de GFA en speelde tussen 2004 en 2007 drie seizoenen in de Premier League en won onder meer tweemaal de Division One. Feyenoord Fetteh werd voornamelijk in Ghana geprezen om zijn toonaangevende voetbalacademie.
In 2014 ging de club een fusie aan met Red Bull Ghana. De nieuwe fusieclub ging verder onder de naam WAFA SC.

## Geschiedenis

### Ontstaan
Het idee voor een voetbalschool in West-Afrika ontstond tijdens een bezoek van Feyenoord-voorzitter Jorien van den Herik aan het land Ivoorkust, waar hij namens Feyenoord in Abidjan aanwezig was om de talentvolle Bonaventure Kalou te bekijken, maar tegelijkertijd ook diens opleidingsprogramma aan de kaak stelde.
Het was echter in Ghana dat Feyenoord in oktober 1999 een voetbalschool opende, dat gelegen was in Gomoa Fetteh, net buiten de hoofdstad Accra. De voetbalschool werd als onderwijsinstelling geregistreerd bij de Ghana Education Service.
De Belgische oud-voetballer Karel Brokken, die de Afrikaanse voetbalwereld goed kende, kreeg de algemene leiding. Een team van assistent-trainers, leraren, koks, een supervisor, een secretaresse, veiligheidsbeambten en terreinknechten werden in dienst genomen. De Ghanees Sam Arday werd de eerste aangestelde hoofdtrainer, nadat hij eerder als voormalig coach van het Ghanees voetbalelftal een bronzen medaille won op de Olympische Zomerspelen van 1992. Ook de jeugdtrainer Jan Gösgens werd vanuit Nederland ingevlogen. Een container vol shirts, broeken, sokken, trainingspakken, hesjes, ballen en andere artikelen werden eveneens vanuit Rotterdam naar de nieuwe voetbalschool verscheept. Het gaf Feyenoord Fetteh een professionele uitstraling.
De voetbalacademie nam aanvankelijk 14-jarige talenten aan, vrijwel allen met een armoedige achtergrond. Op deze academie zouden jonge getalenteerde voetballers vanaf dan hun talenten ontwikkelen en een schoolopleiding volgen, dat allemaal gesponsord wordt door Feyenoord. Sinds 2002 zetten Feyenoord en Unicef zich samen in voor kinderen in Ghana, en heeft de club inmiddels een groot maatschappelijk belang voor het land en het Ghanees voetbal. Zo werden er onder meer waterpompen vernieuwd en een Aids-voorlichtingproject ondersteund, waarbij leerlingen van de voetbalschool zijn opgeleid om hun leeftijdsgenoten te kunnen wijzen op de gevaren van dit syndroom.

### Topvoetbal in Ghana
Tussen 1999 en 2002 speelde Feyenoord Fetteh niet in een reguliere competitie, maar werden de tegenstanders zorgvuldig geselecteerd. De tegenstanders waren vaak oudere jongens dan hun eigen leeftijdsklasse die met een Feyenoord-bus werden gehaald en gebracht.
In het seizoen 2002/03 waarop Feyenoord zijn debuut maakte in een competitie van de GFA, werd het na play-offs direct kampioen van de Middle League. De aanvallende middenvelder William Tiero werd na afloop verkozen tot de beste speler van de Middle League en dwong een transfer af naar Liberty Professionals FC. De middenvelder Jordan Opoku maakte in 2003 als eerste voetballer de overstap naar het Europese continent, om te gaan spelen voor SBV Excelsior, de satellietclub van Feyenoord.

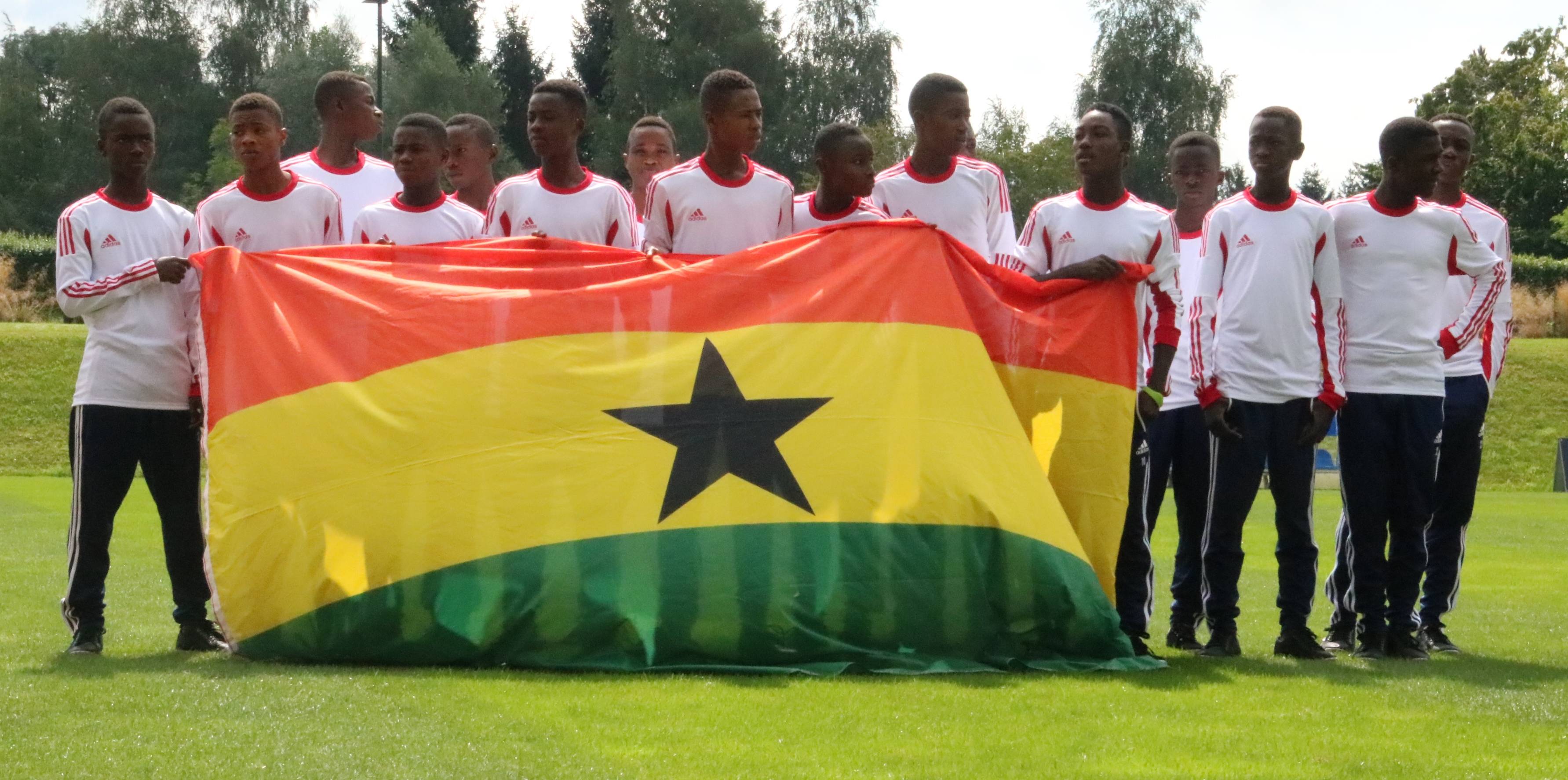
Jeugdspelers afkomstig uit de Feyenoord academie (2016).

In 2004 behaalde Feyenoord de eerste plaats in groep 2B en werd na play-offs algeheel kampioen van de Division One. Dit was een bijzondere prestatie gezien de spelerskern tussen 15 en 17 jaar oud was. Met de promotie nestelde Feyenoord zich bij de clubs in de hoogste nationale competitie. Mohammed Abubakari werd in 2004 de eerste speler die de overstap maakte naar het grote Feyenoord in Nederland. Hij werd geplaatst in de jeugdopleiding, zat vaak bij de selectie van het eerste, maar zou voor het hoofdelftal uitsluitend oefenwedstrijden spelen.
In het seizoen 2004/05 van de Premier League eindigde Feyenoord op de zesde positie in groep 2B, met één punt voorsprong op Sekondi Hasaacas. Daarmee werd de club 11e in de Premier League wanneer men de twee groepen bij elkaar optelt. Het volgende seizoen 2005/06 was de competitie weer in één reeks en Feyenoord werd achtste op zestien clubs. Het derde seizoen op hoogste niveau was echter teleurstellend en de club degradeerde. Wel werd Dominic Adiyiah gekozen tot waardevolste speler na afloop van het seizoen 2006/07 en won Feyenoord het GFA Fair Playklassement.
Na tegenvallende resultaten in de Division One twijfelde Feyenoord Rotterdam in 2008 of het moest doorgaan met de academie in Ghana. De international Harrison Afful werd dat jaar wel op proef naar Rotterdam gehaald, maar kon daar geen vast contract afdwingen en werd vervolgens verhuurd aan KV Mechelen. Na een teleurstellend seizoen 2009/10 degradeerde Feyenoord Fetteh eveneens uit de First Division. In 2010 werd de financiële relatie met Feyenoord verbroken en hebben de Rotterdammers geen eerste keus meer als een talent zich aandient, maar blijven de banden goed en is er regelmatig contact, waardoor de clubnaam niet werd gewijzigd.
In 2011 deed Feyenoord Fetteh mee aan het internationale jeugdtoernooi om de Copa del Agatha. De Afrikanen wonnen hun poulewedstrijd met 1-0 van de leefdtijdsgenoten van FK Sjachtar Donetsk, maar verloren nipt met 2-1 van Jong-Feyenoord. De zestienjarige keeper Felix Annan werd geprezen tot Doelman van het toernooi.
In het seizoen 2013/14 was Feyenoord winnaar van groep 2B van de Division One. In deze groep trof het tweemaal Ajax FC, waartegen Feyenoord in de 'kleine klassieker' thuis op 4 december 2013 met 2-0 won en uit op 2 maart 2014 met 2-2 gelijkspeelde. Na play-offs werd Fetteh voor de tweede keer in haar historie kampioen van de Division One en het promotie af naar het hoogste niveau.

### Overgang tot fusie
De clubvoorzitter Karel Brokken constateerde in 2009 dat slechts een minderheid van de spelers in Gomoa Fetteh de mentale en fysieke gesteldheid heeft om rechtstreeks naar het eerste elftal van Feyenoord Rotterdam over te stappen. De befaamde regeling in Nederland, waarbij spelers van buiten de Europese Unie minimaal 550.000 euro per jaar dienen te verdienen (spelers onder de 21 jaar de helft van dat bedrag) verhinderde de verschillende talenten uit Ghana om een behoorlijke kans in Rotterdam te krijgen.
In 2014 fuseerde Feyenoord Fetteh met Red Bull Ghana uit Sogakope, om samen verder te gaan als West African Football Academy Sporting Club, kortweg WAFA SC. Omdat slechts Jordan Opoku en Mohammed Abubakari zonder succes de overstap maakten naar Rotterdam, ging het initiatief vooral als liefdadigheidsproject de Nederlandse geschiedenisboeken in.

## Prestaties en resultaten

### Erelijst
Division One (2 maal)
2004, 2014
 Middle League (2 maal)
2003, 2013
 Internationaal Solidariteitstoernooi (1 maal)
2006
GFA Fair Playklassement (1 maal)
2007

### Competitieresultaten 2002–2014
| 1 2B |

| 1 2B |

| 11 B |

| 8 |

| 15 |

| 4 2B |

| 7 2B |

| 14 2B |

| ? A |

| 4 A |

| 1 2B |

| 1 2B |

| Premier League | Division One | Middle League |

## Stadion
Feyenoord Fetteh speelt haar thuiswedstrijden in het Sportpark Fetteh, gelegen in Gomoa Fetteh. Het voetbalcomplex bevat sinds 2008 één grasveld en twee kunstgrasvelden, die allen voor Ghanese begrippen vlak zijn. In het stadion is er een stoel gereserveerd voor de invloedrijke chief uit het dorp, die een belangrijke rol speelde bij het verkrijgen van de eigendomsrechten van het 35 hectare tellende grondgebied. In 2014 verhuisde de club van Gomoa Fetteh naar de gemeente Sogakope om te gaan spelen in het Sogakope Stadion.

## Voetbalacademie
De Feyenoord Academy in Ghana werd opgericht op 23 oktober 1999 en nam toen 14-jarige talenten aan, vrijwel allen met een armoedige achtergrond. De talenten van de voetbalacademie verblijven in een internaat, dat bestaat uit 10 vierkante lage chalets, een computerzaal, slaapzalen, een eetzaal, badkamers, kantoren en logeerkamers. De spelers krijgen een gestructureerd regime van vroeg opstaan, leren en sporten aangeboden. Vanuit Nederland waren onder meer oud-voetballers Jeffrey Oost (2005 tot 2007) en Hans van der Pluijm toegevoegd als jeugdtrainer. Eenmaal per jaar gaat Feyenoord Fetteh naar Nederland of België om daar te spelen tegen de juniorenploegen van de betaaldvoetbalclubs. De voetbalschool kostte Feyenoord jaarlijks ruim drie ton, die zich met lokaal sponsorgeld en transferinkomsten diende te worden terugverdiend. Vanaf 2007 is KV Mechelen voor onbepaalde tijd een samenwerkingsverband met Feyenoord aangegaan betreffende de opzet van de voetbalacademie en het halen van talenten naar Europa. Om de integriteit van de academie te waarborgen worden de spelers gecontroleerd voordat ze worden aangenomen, om leeftijdsfraude — een bekend Afrikaans probleem — te voorkomen.
Feyenoord Fetteh imponeerde ook internationaal. In 2006 won de club het Internationaal Solidariteitstoernooi en in 2008 was het verliezend finalist. In 2013 won de academie het Tournoi international du District d'Abidjan in Ivoorkust. Ook won Feyenoord Fetteh onder meer tegen de leefdtijdsgenoten van FC Schalke 04 (1-0 winst), KV Mechelen (4-1 winst), FK Sjachtar Donetsk (1-0 winst) en de Nederlandse clubs BV De Graafschap (1-1 gelijkspel; 1-0 winst) en FC Omniworld (2-0 winst). Een betrekkelijk hoeveelheid spelers van de voetbalacademie maakte deel uit van verschillende nationale elftallen. Tijdens het Afrikaans kampioenschap van 2015, waarbij Ghana de finale behaalde, waren vier internationals afkomstig van Feyenoord Fetteh.
De clubvoorzitter Karel Brokken meldde echter in 2009 dat in elke leeftijdscategorie 3 tot 4 spelers kans maakten om in Europa een contract te sluiten. Anno 2011 maken zo'n zeventig jongeren tussen de 11 en 20 jaar uit Ghana, Niger, Burkina Faso en Mali deel uit van de voetbalschool.

### Doorgestroomde spelers
Van alle voormalige spelers uit de voetbalacademie van Feyenoord Fetteh hebben er slechts negen de overstap weten te maken naar Europa. Verder heeft Feyenoord nog enkele talenten weten te verkopen in de Verenigde Arabische Emiraten en in Ivoorkust. De overige spelers hebben zich verspreid over Ghana. Enkele prominente doorgestroomde jeugdspelers zijn:

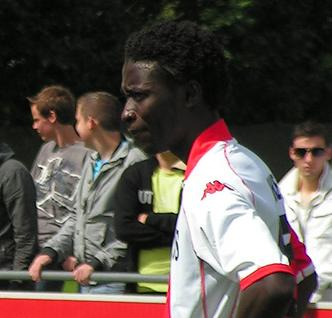
Asare, prominent jeugdexponent.

| Nationaliteit  | Naam                | Geboortedatum    | Latere club(s)                      |
| -------------- | ------------------- | ---------------- | ----------------------------------- |
| Vlag van Ghana | Dominic Adiyiah     | 10 juli 1989     | Heart of Lions, Fredrikstad FK      |
| Vlag van Ghana | Nana Asare          | 11 juli 1986     | Antwerp FC, KV Mechelen, FC Utrecht |
| Vlag van Ghana | Harrison Afful      | 24 juni 1986     | Asante Kotoko                       |
| Vlag van Ghana | Abdul Nafiu Idrissu | 12 juni 1986     | Antwerp FC, ASEC Mimosas            |
| Vlag van Ghana | Abdul-Yakuni Iddi   | 25 mei 1986      | KV Mechelen                         |
| Vlag van Ghana | Mohammed Abubakari  | 15 februari 1986 | Feyenoord, Panserraikos FC          |
| Vlag van Ghana | Michael Akuffo      | 18 december 1985 | ASEC Mimosas                        |
| Vlag van Ghana | Jordan Opoku        | 8 oktober 1982   | SBV Excelsior, Antwerp FC           |
| Vlag van Ghana | Christian Atsu      | 10 januari 1992  | FC Porto, Chelsea FC, SBV Vitesse   |
| Vlag van Ghana | Bernard Mensah      | 17 oktober 1994  | Vitória SC, Atlético Madrid         |
| Vlag van Ghana | Samuel Tetteh       | 28 juli 1996     | Red Bull Salzburg                   |

## Trainers
- Sam Arday (2001-2005)
- Adu Sackey (2005-2010)
- Paa Kwesi Fabin (2010-2012)
- John Kila (2012-2016)